# تسخين مدي
التسخين المدي هو ما يحدث في المد والجزر من احتكاك (تسخين مدي).

## التعريف
التدفئة المد والجزر (المعروف أيضا باسم العمل المد والجزر ) تحدث من خلال الاحتكاك المد والجزر العمليات: وتبدد الطاقة المدارية والتناوب على شكل حرارة في أي سطح المحيط أو الداخلية من كوكب أو قمر أيو ، أحد أقمار كوكب المشتري ، هي الهيئة الأكثر نشاطا بركانيا في النظام الشمسي ، مع عدم وجود تأثير الحفر على قيد الحياة على سطحه. وذلك لأن قوة المد والجزر من كوكب المشتري تشوه أيو.  و الانحراف مدار أيو ل(نتيجة لمشاركتها في صدى لابلاس ) يتسبب في ارتفاع انتفاخ المد والجزر أيو لتتفاوت تفاوتا كبيرا (بنسبة تصل إلى 100 م) على مدار من المدار؛ الاحتكاك من هذا الثناء المد والجزر ثم يسخن باطنها. ونظرية عملية مماثلة ولكن أضعف لانصهر الطبقات السفلى من الجليد المحيطة عباءة الصخرية لقمر كبير المقبل كوكب المشتري، و أوروبا . قمر زحل إنسيلادوس يعتقد بالمثل أن يكون محيط الماء السائل تحت قشرته الجليدية. و السخانات بخار الماء ويعتقد التي إخراج المواد من القمر إنسيلادوس ليكون مدعوم من الاحتكاك المتولد داخل القشرة الجليدية تحول هذا القمر.
المبلغ الإجمالي للتدفئة المد والجزر تعطى من قبل
حيث هو نصف قطر القمر الصناعي، هو الحركة المدارية متوسط، هو الانحراف المدار، هو عامل تبديد أبعاد، و هي معامل القص. يتم التعبير عن دور التدفئة المد والجزر أحيانا من قبل عدد أبعاد C يساوي حاصل التدفئة المد والجزر ومجموع التدفئة الداخلية.

## الروابط الداخلية
معلومة التدفئة للمد والجزر نسخة محفوظة 16 أكتوبر 2013 على موقع واي باك مشين.

## الروابط الخارجية
S. J. Peale, P. Cassen and R. T. Reynolds
علم الفضاء